# イクター
イクター（アラビア語: إقطاع, EALL方式ラテン文字転写: iqṭāʿ）は、イスラーム圏において、主として軍人に対して与えられた徴税権およびその権利が設定された土地を指す用語である。イクターの保有者はムクター（ムクタア/muqṭaʿ）と呼ばれ、原則としては君主に対する軍事奉仕義務を負った。イクターを基盤とした社会・経済体制をイクター制と呼び、10世紀半ばにイラク地方で成立して以降、近代に入るまでイスラーム圏の広い範囲で類似した体制が構築され発展した。イランのサファヴィー朝（1501年-1736年）のソユールガールやガージャール朝（1779年-1922年）のトゥユールと呼ばれる封有地、そしてバルカン半島・アナトリア・レヴァント・エジプト・イラクを支配したオスマン帝国（1299年-1922年）のティーマールはイクター制の発展形態の1つであり、イランでは19世紀、オスマン帝国支配地では17世紀頃までこうしたイクター制の流れを組む、あるいは同様の制度が施行された。

## イクター制の成立

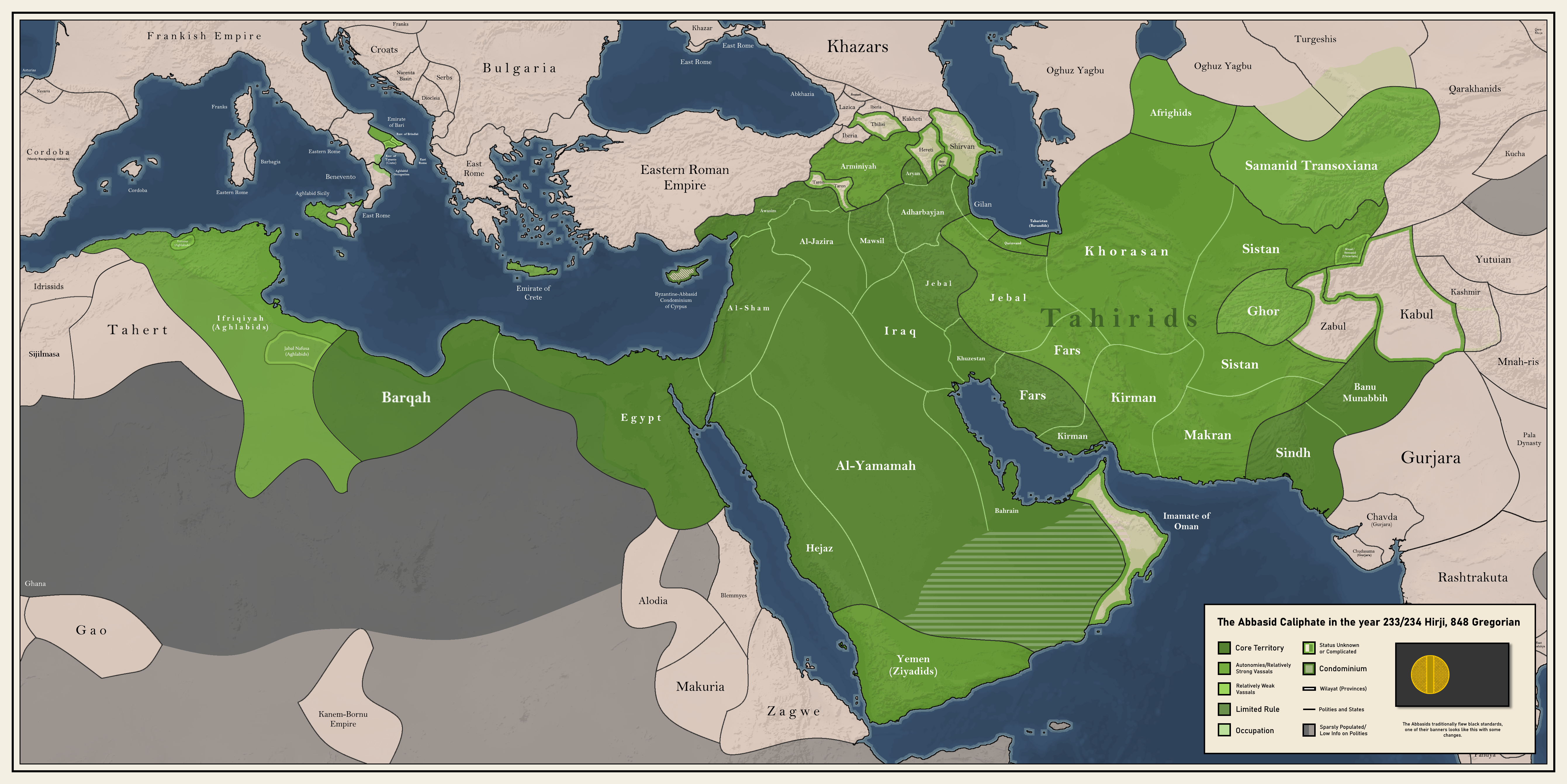
9世紀半ばのアッバース朝の版図

アッバース朝（750年-1258年）のカリフ（ハリーファ）はイスラームの最高権威者であったが、9世紀半ば頃以降、トルコ人などを中心とした奴隷軍人（アトラーク、グラーム、あるいはマムルーク）の台頭や、イランのサーマーン朝（873年-999年）、エジプトのトゥールーン朝（868年-905年）の自立によって実質的な支配地が縮小していった。さらに国有地（サワーフィー/ṣawāfī）からムスリムに与えられる土地（カティーア/qaṭī‘a）や、商人や官吏が売買や寄進を通じて所有権を持った私領地（ダイア/ḍay‘a）の拡大によって大土地所有が進展し、それと反比例して国家が徴税を実施可能な領土が減少したため、アッバース朝の財政は悪化した。初期イスラーム期以来、軍人に対する俸給（アター/`Aṭā'）は官僚機構を通じて徴収された税を財源として支給する形式が中心であった（アター制）。しかし、財政悪化に伴い軍人への俸給支払いを継続することが困難になっていった上、徴税自体も徴税請負という形で委託することが一般化して国家の手を離れていった。
このような中、946年にイラクを征服しアッバース朝のカリフを庇護下に置いたブワイフ朝（932年-1062年）のアミール、ムイッズ・アッ＝ダウラは、軍人に対して俸給の代わりに一定の土地のイクター（徴税権）を与え、同時に当該地域の管理も委ねる体制を採用した（軍事イクター）。一般にこれがイクター制の成立とされる。ブワイフ朝のイクター授与は当初はイラクの一部の地域のみで行われ、対象者も軍司令官（qā'id）およびトルコ人傭兵に限られていたが、ブワイフ朝中期までにはイラク全域からアーザルバーイジャーンおよびイラン高原にまで対象地域が広がり、授与対象者も広く軍人全体、さらには征服地の旧支配者にまで広がり、国家を支える根幹的な制度となっていった。
現代の学者によってイクター制と呼ばれる社会・経済体制は上記のような経過を経て10世紀半ばのイラクで成立した。ただし、イクターという用語は初期イスラーム時代から使用されているものであった。カティーアの授与もイクターの授与にあたる。イスラーム法学においては元来、イクターは「私有のイクター（Iqṭā' al-tamlīk）」と「用益のイクター（Iqṭā' al-istighlāl）」という2つの型に分類された。これらは「国家」から個人に対して与えられる俸給の代わりに授与される土地、あるいは土地から得られる税に対する権利を指す用語であった。「私有のイクター」は地租（ハラージュ/kharāj）や十分の一税（ウシュル/'ushr）などを支払う代わりに個人に与えられた私有地であり、「用益のイクター」は俸給（アター/`Aṭā'）の代わりに与えられた租税の取り分への権利を指した。イクターという用語の意味はその後拡大し、様々な税に対する徴税請負権を指す用語としても使用されるようになった。ブワイフ朝で行われたイクター（軍事イクター）の授与は法学的には「用益のイクター」の一種に分類されると考えられるが、後の時代にはイクターという用語は専らブワイフ朝で実施されたような形態のものを指して使用されるようになっていった。
イクター制の成立はイスラームにおける税制上の画期と評される。従来の土地制度・租税徴収の根幹となっていた土地（カティーア）や私領地（ダイア）等は実態はどうあれ、必ず「所有者の取り分」とは別に「国庫の取り分（ḥuqūq bayt al-māl）」が理念上設定されており、所有者は農民から得る小作料とは別に原則として「国庫の取り分」を納付しなければならなかった。それに対し、「軍事イクター」として成立した新しい権利は、イクター保有者（ムクター / muqṭaʿ）に対して「国庫の取り分」の徴収権を与えるものであったことが大きな特徴である。これによって、「所有者の取り分」ではなく「国庫の取り分」を与えるという形式をとって別人が所有する私領地等であってもイクターを割り当てることが可能であった。さらに、イクター所有者と私領地の所有者が同一人格であった場合、その人物は「所有者の取り分」と「国庫の取り分」全てに対する権利を所有しており、その領地から国家の権利を排除した経営が可能となった。

## イクター制の発展と普及
イラク地方ではイクターとして分配される農村部の土地が拡大するにつれ社会の再編が進展した。従来、地方を監督し水利設備の管理・種子の支給（勧農 / イマーラ / ʿimāra）を実施すると共に徴税を担当していた徴税官（アーミル / ʿāmil）や徴税請負人（ダーミン / ḍāmin）の権威は低下し、イクター保有者が農村を支配するようになっていった。 イマーラの義務は建前上、徴税官らに代わってイクター保有者に課せられていたが、イクター制が初めて導入された当初、行政実務に暗く農村の安定的な経営に関心の薄い軍人のイクター保有者らは、イマーラの義務を果たすこと無く農村からの収益を増加することに注力し、その結果として保有するイクターの農村が荒廃し収益が減ると代替地のイクターを新たに要求するような行為が横行した。イクターを実際に管理するのはイクター保有者のトルコ人奴隷兵（ギルマーン、アトラーク、マムルーク等と呼ばれる）やその一族郎党、あるいは彼らが私的に抱えていた書記（クッターブ / kuttāb）たちであった。一方で、それまで徴税官（アーミル）や有力者に仕えていた公的な書記（カーティブ / kātib）らがその実務能力を買われてイクター保有者に仕えるようになっていった。
イラク（およびイラン）の農村部では村長（ディフカーン / dihqān）やターニー（tānī）と呼ばれる富裕な農民が力を持っていた。ディフカーン（デフカーン）はイスラームによる征服以前から村落の有力者であり続けた階層であり、ターニーはその起源は不明であるが大土地所有者と中規模農民の中間に位置付けられる富農であった。彼らは少なくともブワイフ朝の勢力拡大以前までは村落部の有力者であり、ムザーリウーン（muzāri'ūn）、アカラ（akara）などと呼ばれる一般の自作農・小作農とは明確に異なる社会階層を形成していた。しかし、イクターが普及すると共にディフカーンは史料から全く姿を消し、ターニーは国家から提供されていた水利整備が失われると共にイクター所有者からの収奪に晒されて離散を余儀なくされていった。また、逃亡を選ばなかったターニーは、イクター所有者からの圧迫を甘んじて受け入れるか、所有する土地を「提供（タスリーム / taslīm）」することでイクター所有者の庇護を受けるという道を選ばざるを得なくなっていった。

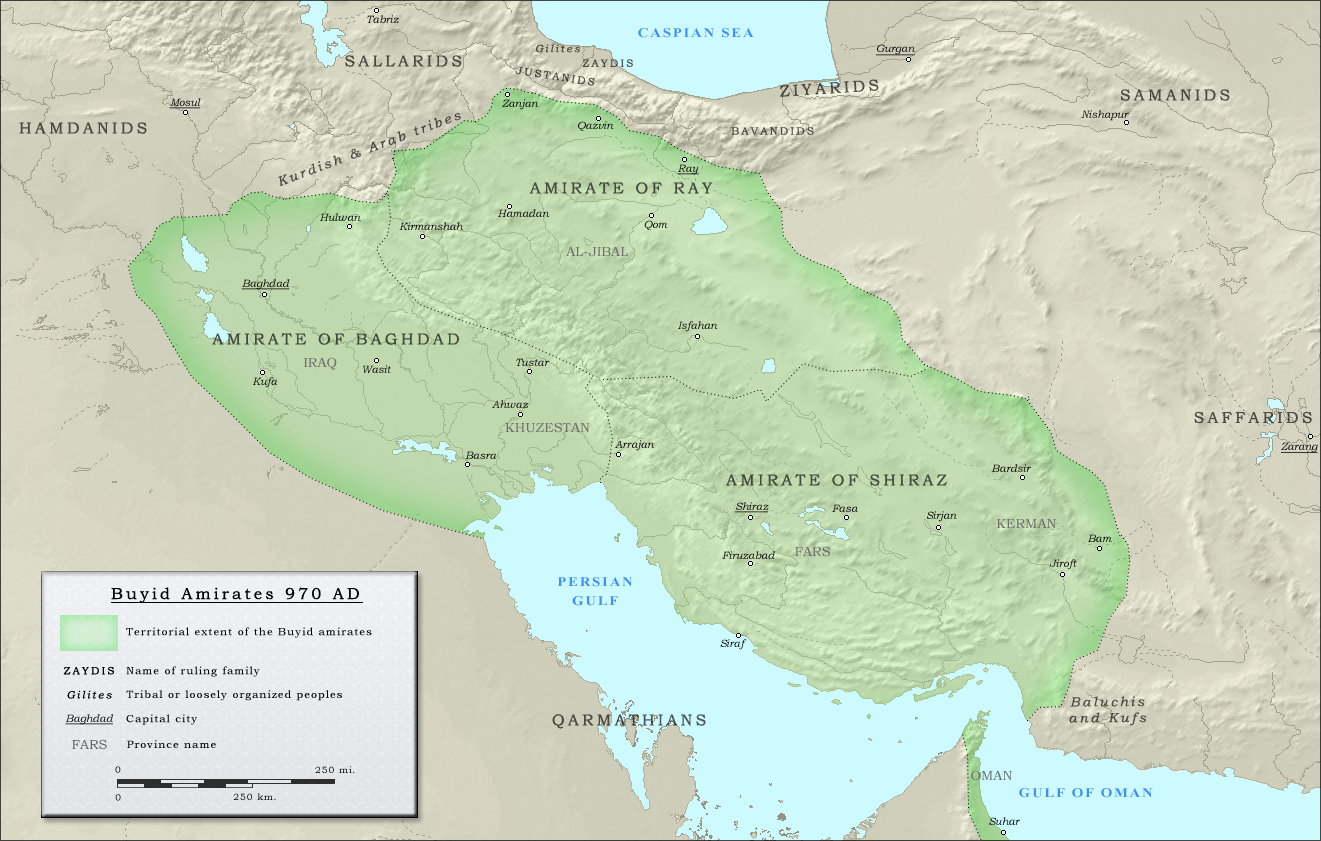
ブワイフ朝の勢力範囲（970年）

ブワイフ朝は軍事力を担う軍人たちや服属した旧支配者へのイクター授与によって主従関係を確認し支配体制を構築することができたが、徴税権を授与された軍人たちの統制を維持することは難しく農村の荒廃が進展し、さらにイクターの対象となっていなかった土地からの徴税請負も実質的に機能しなくなった。そのため10世紀末には徴税の実効性を確保し、またイクター所有者の農村支配を統制するべく総督（ワーリー/wārī）が地方に派遣されるようになった。総督に対してはある地方の庇護権（ヒマーヤ/ḥimāya）が与えられ、任地の秩序の維持、徴税、通商の保護などが任された。このような総督の権能は農村支配者として私的に庇護権（ヒマーヤ）を行使していたイクター所有者たちの強い反発を招き、武力衝突さえ発生するようになった。しかし、ブワイフ朝の君主（大アミール）はこれを調停する能力を欠いており、イクター制の導入と前後する社会の変動と政情不安が解決されることのないまま、中央アジアから到来した遊牧民オグズが建てたセルジューク朝が1055年までにブワイフ朝に代わってイラク、イラン高原を支配下に置いた。
セルジューク朝はブワイフ朝が構築したイクター制を継承したが、セルジューク朝期のイクター制については史料の欠如のために不明点が多い。日本の研究者佐藤次高の推定によればセルジューク朝でのイクター制の進展は次のように進んだ。成立後のセルジューク朝はブワイフ朝期に荒廃したイラク・イランの農村の復興と、アーザルバーイジャーンやハマダーン地方に移動してきた遊牧トルコマーンの定着という二つの大きな政策的課題を抱えていた。このような状況に対し、宰相ニザーム・アル＝ムルクはイクター保有者の持つ権利義務の明確化や、定期的なイクターの入れ替えによる独立勢力の形成防止、地方への調査官の派遣などの原則に従ったイクター制の改革を実施したと見られる。またセルジューク朝期には軍人に授与される旧来の軍事イクターと並んで、スルターン（君主）とその一族や、有力なアミール（将軍・太守）が保有する大規模な行政イクター（徴税権の他、行政権も併せ持つ大規模なイクター）が拡大したが、ニザーム・アル＝ムルクの改革ではこの二種のイクターを統合し原則に従って管理統制することが試みられたと見られる。そしてセルジューク朝の後、シリアを支配したザンギー朝（1127年－1250年）下でもイクター制を基盤とした政権運営が行われたと考えられる。そしてザンギー朝で施行されたイクター制はさらに、ファーティマ朝（909年-1171年）に代わってアイユーブ朝（1169年-1250年）を建てエジプトの支配権を握ったサラーフッディーン（サラディン）によってエジプトへも導入された。

## イクター保有者の権利と義務
イクター制の発展・整備に伴って明確に確立されたイクター保有者の義務がヒドゥマ（軍事奉仕 / Khidma）である。ヒドゥマと呼ばれる「義務」には多様な意味合いが含まれていたが、その根幹を成したのはスルターン（君主）に対する軍事奉仕義務であった。アイユーブ朝では「十字軍の襲来に対する防衛軍を組織する際に、スルターンの命令によって都市の防衛を命じられたアミール（将軍）は自らのイクターから騎士（ムフラド / mufrad、恐らくマムルーク軍を構成する軍人）を動員し、場合によっては都市民や農民も動員した。軍事奉仕の拒否はスルターンに対する反逆とみなされ、動員する騎士の数はイクターから得られる収入毎に決められていた。イクター保有者が戦場から離脱するにはスルターンの許可が必要であり、無許可で離れた場合にはイクターの収入から「不在分」が差し引かれることが規定されていた。このように軍事奉仕義務は単なる観念的なものではなく、イクター保有者に厳格に課せられたものであった。
アイユーブ朝期以降のエジプトでは、軍事奉仕の他に様々な建築事業（イマーラ / ʿimāra）の普請もイクター保有者に課せられており、これもヒドゥマの一種であった。イクター保有者らはスルターンが命ずる工事のために分担して費用を負担して人夫や職人、建築資材を提供せねばならなかった。さらにイマーラの一部としてイクター内の水利設備の維持・管理責任もイクター保有者に課せられており、サラーフッディーンおよびその後継者アル＝アジーズに仕えた官吏イブン・マンマーティーは村落の灌漑用の土手の管理維持についてイクター保有者と農民（ファッラーヒーン）の負担によってそれを維持すべきことを述べている。他、軍人と同じようにイクターを得たアラブ人部族の首長や地方有力者らは特産品、情報、荷役用のラクダの供出が要求された。
イクター保有者の最も重要な権利はイクターの収入高（イブラ / 'Ibra）から一定の割合で徴収される租税に対する取り分権であった。エジプトではアイユーブ朝期の宦官カラークーシュによってイクターの年収高の表示単位としてディーナール・ジャイシー（dīnār jaish、カラークーシュ金貨）が制定され、彼が制定した制度を基底とした制度がマムルーク朝時代までイクターの収入の表示基準とされた。イブラは現金と現物で示される租税額を元に計算され、その中核を成すのは地租（ハラージュ）であった。イクターとされた土地には地租以外にも人頭税（ジャワーリー / jawārī）が課されていたが、地租以外の租税喉の範囲についてイクター保有者の取り分権が及ぶかは地方や個々のイクターの性質により様々であった。エジプトでは「完全なイクター（イクター・ダルバスター / iqtā darbastā）」としてその土地の税収が完全に与えられるような例が存在したが、一方でシリアではこのような例は見られない。
イクターを世襲する権利の有無もまた、時代と地域によって取り扱いが異なった。シリアではザンギー朝以降、イクターの世襲が頻繁に見られ、スルターンはイクターの所有権を変更する権利は持っていたものの、イクター世襲の伝統に配慮しないわけにはいかなかった。一方、エジプトではイクターの世襲が認められることは非常に稀であり、その所有権も頻繁に変更された。

## イクター制の展開

### エジプト

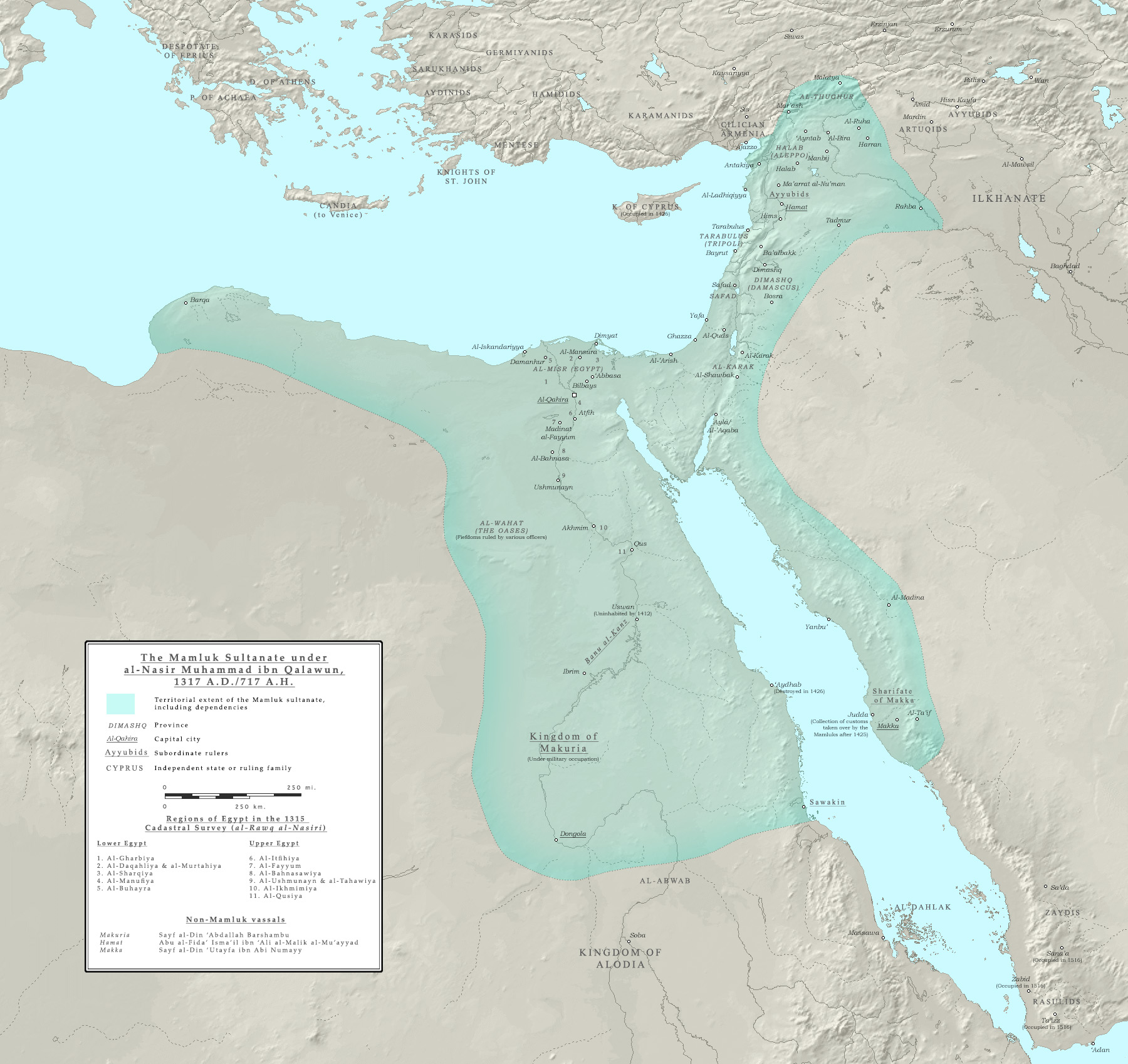
マムルーク朝の勢力範囲（14世紀）

サラーフッディーンによって確立されたアイユーブ朝のイクター制はその後マムルーク朝（1250年-1517年）に引き継がれた。エジプトでは行政区（ウィラーヤ / wirāya）を派遣された知事（アミール、またはワーリー）が支配するという古くからの体制がアイユーブ朝時代に形骸化し、イクター保有者が事実上の地方支配者となっていた。しかし、バイバルス（在位：1260年-前1277年）などマムルーク朝の歴代スルターンは、ワーリーによる地方管理体制の復活を志向した。地方総督として派遣されたワーリーは地方の財政・民生を統括するとともにイクター保有者を監督し軍事奉仕義務を確実に履行させることが要求されていた。イクター保有者はカイロ（あるいはシリアのダマスカス等）大都市に居住していたが、自らのイクターと密接な関係を持ち、地方における土地問題や賃借問題の調停など、イクターの住民の日常生活に関与した。こうした地方との強固な結びつきのために、イクター保有者には住民に対する「公正さ（'adl）」が要求された。
マムルーク朝はその名の通りマムルークと呼ばれる奴隷軍人が中核となった王朝であったが、その初期においてイクターを割り当てられたのは必ずしもマムルークではなく、むしろ自由身分のハルカ騎士（al-ḥalqa）、来住者（ワーフィディーヤ / al-Wāfidīya）、遊牧アラブ人部族（ウルバーン / 'Urbān）などのイクター保有者が数多く見られる。来住者（ワーフィディーヤ）に分類されるのは、モンゴル人（タタール / Tatār）やマムルーク朝に投降した十字軍騎士であり、彼らの多くはイクター授与に伴ってイスラームに改宗したものと考えられる。こうした多様な集団へのイクター授与は、それを通じて現地に勢力を張るアラブ人遊牧民やアイユーブ朝期以来有力な軍事力であったハルカ騎士団をスルターンを頂点としたヒエラルキーの中に取り込み、また非ムスリムの来住者の改宗を通じてイスラームの擁護者たるスルターンの権威を向上させるものであった。
13世紀末頃になるとマムルーク朝の領土が概ね固定化し、イクターを設定できる土地が新たに手に入らなくなった。また、歴代スルターンの子飼いのマムルーク軍団が強大化し、政治上の重要なファクターとなっていった。この問題を解決するためフサーム検地（al-Rawk al-Ḥusāmī、1298年）およびナースィル検地（al-Rawk al-Naṣirī、エジプトでの実施は1315年-1316年）と呼ばれる検地が実施された。これらの検地の結果、ハルカ騎士団や様々な階層のアミール（総督や百人長などの長官）が所有していたイクターが大幅に削減された。またイクターの授与にあたって、イクター保有者と土地の結びつきを断ち、スルターンによるイクターの没収・授与を自在に可能にすることが試みされた。一方で、エジプトにおけるイクターは実質的に全て「完全なイクター（イクター・ダルバスター / iqtā darbastā）」の形態を取るようになり、その税収は全てイクター保有者が取得できるようになった。検地を含む一連の改革は激しい衝突や抵抗、そしてスルターンの暗殺のような政変を伴ったが、中世エジプトにおけるイクター制の基本的な姿がこれによって確立した。イクター収入の大幅な減少はハルカ騎士団の没落の原因となり、エジプトの政体がマムルーク軍団を中核とすることが次第に明確になった。また、エジプト（およびシリア）の農地の収入高が統一的に算出され、この新たな指標に基づいてイクターが分配される一方、エジプトのイクターは徴税権を授与される土地とイクター所有者の在地的な結びつきが希薄なものとなりイクターの非世襲化が進展してイクター保有者の転職や失脚・死亡等によるイクター変更が頻繁に行われた。こうして、イクター保有者は授与権を持つスルターンの権力の下に置かれることとなった。特に、ナースィル検地の実施とそれに伴う改革はイクター制の一つの到達点とも評される。
エジプトのイクター制は14世紀の記録的なペストの流行によって大きな転機を迎えた。ある推計ではこのペスト禍によってエジプトの人口の3分の1から4分の1が失われ、都市の生産活動や交易、さらに農業生産が大幅に減少した。さらにペスト以前からエジプトを含む西アジアで広まっていたワクフ（寄進 / waqf）制度の普及がエジプトの土地制度に大きな影響を与えた。マドラサ（学院）、モスク（寺院）、病院などを経済的に運営する手法として普及したワクフは、軍人たちが政治的な支持を集めると共にイスラームの擁護者としての正当性を手段となったが、イクター地として分配されるべき農地もワクフとして転換されていったことから、税源となるべき国有地が縮小していった。宗教的な慈善事業という性質上、ワクフとして寄進された土地は非課税とされていたため、ワクフ地の拡大はイクター制の根幹を揺るがす問題となっていった。
さらに、ナースィル検地を実施したスルターン・ナースィル・ムハンマド死後の激しい権力闘争も相まってイクター保有者に対する国家管理が弛緩し、イクターの交換や売買が広く行われるようになっていったことや、ペストによって頻繁にイクター保有者が死亡したこともイクターの実態を国家が把握することを困難にした。人口減による収入減に苦しんでいたイクター保有者のアミールたちは、所有権の曖昧なイクターを占有して経済力の維持を図り、また手に入れたイクター地・土地にワクフを設定してその没収を回避すると共に、ワクフの受益者・管財人（ナーズィル / Nāẓir）に自分の子孫をの任命して資産の永続化を図っていった。国家財政の悪化を食い止めるべく、ザーヒル・バルクーク（在位：1390年-1399年）以降のスルターンによって様々な改革が試みられたが、最終的にはエジプトの国家体制におけるワクフ地の重要性は増大し続け、イクター制を基盤に置いた国家体制は変容を余儀なくされた。イクター制はその後もマムルーク朝時代を通じて維持されたが、1517年の滅亡時にはエジプトの土地の4割がワクフ地となっていたとも言われ、国家統制の下で行われる土地制度であるイクター制の役割は限定的なものとなっていった。

### イラン

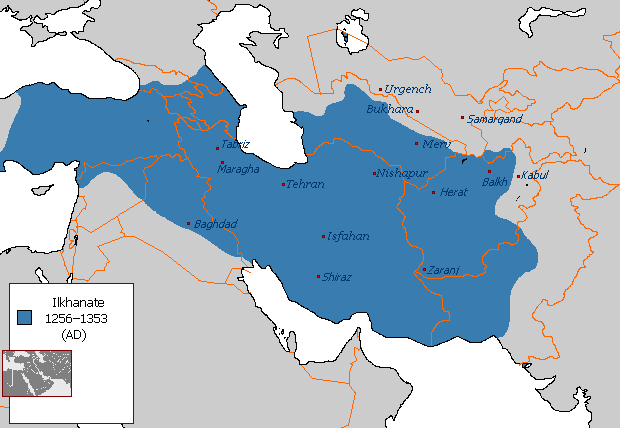
イルハン朝（フレグ・ウルス）の勢力範囲（13世紀）

イランではセルジューク朝（11世紀-12世紀）、ホラズム・シャー朝（1077年-1231年）を通じてイクター制が主たる土地所有形態として引き継がれていった。しかし、ホラズム・シャー朝は13世紀初頭にはチンギス・ハン率いるモンゴル軍によって滅ぼされ、1231年にはイラン総督府（阿母河等処行尚書省）が設置された。さらにチンギス・ハンの孫フレグ（在位：1260年-前165年）率いるフレグの西征によって1250年代以降にはイラン高原全域がモンゴルの支配下に置かれた（フレグの西征）。その後、フレグ・ウルス（イルハン朝）がイラン高原の支配勢力として確立された。
ホラズム・シャー朝は国有地、イクター、ミルク（私有地）、ワクフ地という4つのカテゴリーからなる土地制度を発達させていたが、モンゴルによる征服後には在地有力者が殺戮されたり離散したりした結果、多くの土地が放棄された。こうした土地はモンゴル帝国によって接収されていった。モンゴルの慣習では土地を含む戦利品はカアン（qaghan）の所有するものであった。その一族や勲臣らは勲功に対して与えられるソユルガル（恩賜 / soyurgal）やモンゴル部族内で伝統的に行われていたクビ（qubi）と呼ばれる家産の法的分与手続きを経て、こうした戦利品・征服の分け前を取得した。モンゴルによるイランでの租税体系が整備され始めるのはイルハン朝の成立以降であり、農民から徴収する地租（ハラージュ）、商人・手工業者から徴収する商税（タムガ / tamgha）、遊牧民から徴収する家畜税（マラーイー / marā'ī）の3つが正税とされ、これら職掌とは関係なくコプチュル（人頭税）も徴収された。征服に伴って生じた放棄地はモンゴルの論理においては「ハンの所有にかかわる土地」であったが、イスラームの伝統的な法理では「国有地」と呼ぶべきものであった。
しかし、当初のイルハン朝の税制は複数の税について現金納・現物納の区分が明確ではなく、さらに全国規模の租税台帳が作成されず納期・税率も不分明であったために戦費の調達を目的とした重複課税や徴税請負人による恣意的な徴税が横行した。さらにモンゴル軍人の大半は征服者の一員であったにもかかわらず「糧食」の支給すら与えられていなかった。1295年に即位したガザン・ハンはこうした状況の改善を試み、モンゴル軍人への給与支給の拡大を実施したが、「国有地」を根幹とした徴税体制で得られる収入からモンゴル軍人への給与を充当することが出来ず短期間で失敗した。ガザン・ハンは徴税請負制の機能不全を解決するべく税制の改革を実施し、モンゴル軍人への給与財源問題に対してはイクターの割り当てによる解決を図った。イルハン朝のイクター制実施はインジュ（īnju）と呼ばれる私領を核にした所有地の所有が君主も含むモンゴル貴族の間で常態化していた実情を追認するものでもあった。1303年にガザン・ハンによって貧困に喘ぐモンゴル軍人の救済のためとして、イクター授与の勅令が千戸長に発布された。これは「ハンの直轄領」であるインジュ並びに国有地の一部からの正税・人頭税、その他税一般の徴税権をイクターとして千戸単位でモンゴル軍人に与え、それを給与に代えるものであった。このイクター授与は国家の側からはあくまで徴税権の授与でありイクター地の農民に対する支配権を伴うものではなかったため、農民の監察やイクター保有者の収入虚偽申告などを監視するためにビチクチ（書記 / bichighchi）とよばれる役人が派遣された。
ただし、イルハン朝のイクターは「耕地」と「荒廃地」に二分されていた。前者は徴税権のみをモンゴル軍人に認めるものであったが、「荒廃地」のイクターは「牧地」になっている場合にはそのまま利用すること、そうでない場合には耕作することが求められ、そこからの収入の全てをイクター所有者のものとすることが認められていた。このイクター地の開墾には、イスラーム的な観念ではアシール（捕虜 / asīr）やグラーム（ghurlām）、モンゴル的な観念ではクータールチー（馬飼い / Kūtālchī）と呼ばれる隷属民が当てられていた。こうした隷属民の供給源となっていたのは、イルハン朝時代に豊富に供給されていたインドやルーム（アナトリア）からの奴隷労働力であった。
こうしてイクターを割り当てられたモンゴル軍人・遊牧貴族は最終的には領主化して行き、イルハン朝の政治的な分裂の原因の1つともなった。14世紀半ばには南部イランのムザッファル朝、ホラーサーンのサルバダール政権、アーザルバーイジャーン、クルディスターン、イラクのジャライル朝などによる割拠の時代に入り、この混乱を経て不入権が設定されるなどイクター保有者の権利はさらに強化された。ジャライル朝時代にはイクターは時にジャーメギー（jāmeghī）、あるいはモンゴルの用語に由来するソユルガルと呼ばれるようになり、15世紀以降には概ねソユルガル（ソユールガール /soyūrghāl）と表現されるようになった。

### オスマン帝国

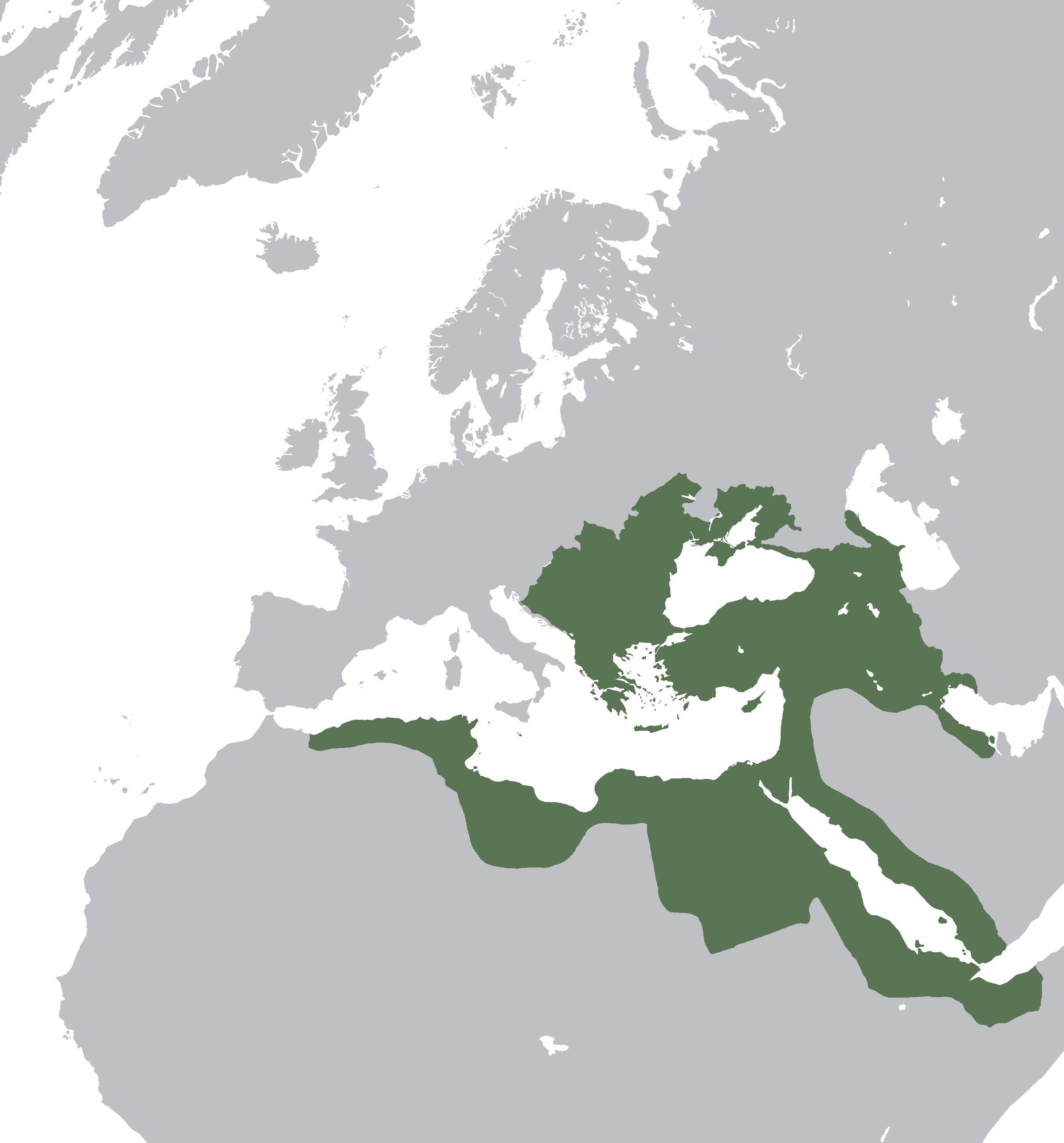
オスマン帝国の勢力範囲。

東地中海全域に領土を広げたオスマン帝国（1299年-1922年）では16世紀頃までティーマール（ティマール）制と呼ばれる軍事封土制が敷かれていた。ティーマール制という用語は20世紀以降に確立した学術用語であり、同時代史料ではディルリク制（dirlik）と呼ばれた。ディルリクと呼ばれる軍事封土は規模の大きさ順にハス（hâs / khâss）、ゼアメト（ze'âmet）、ティーマール（timâr）の3種に分類された。ティーマールはこの中で最も規模が小さい区分であり、それ故に最も数が多く一般的なディルリクであった。ティーマールの保有者はスィパーヒー（騎士 / sipāhī）と呼ばれ、徴税権を与えられている一方、戦時にはその収入の多寡に応じて兵を揃え従軍する義務を負い、平時には農業の監督や治安維持を行うことが求められた。
しばしばオスマン帝国のティーマール制はイクター制を継承したものという説明が行われる。しかし、歴史学的にはオスマン帝国のティーマール制がどのような経緯で誕生したのか明確にはわかっていない。近代歴史学においては初期の時代から、オスマン帝国の土地制度（ティーマール制）とイクター制との関連が考えられている。ただし、イクター制とティーマール制の関係を明確に証明できるような実証的論拠は存在せず、オスマン帝国の中核部をかつて支配していたビザンツ帝国のプロノイア制に起源を持つという見解も出された。さらにこれらの議論の中から、イクター制・プロノイア制・ティーマール制といった制度は地中海世界において同時並行的に成立したものであり、時系列的に継承されて発展・成立してきたものではないという見解も出された。これらの議論は未だ結論が出ておらず、イクター制とティーマール制は類似点が見出されつつも、相互の関係について明確に理解されていない。

### インド

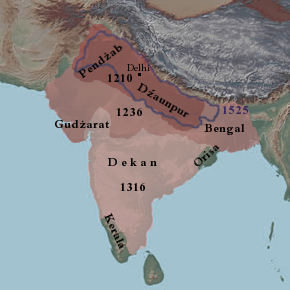
デリー・スルターン朝の領域

インドへのイスラーム勢力の侵入は既に8世紀初頭にアッバース朝の下で始まっていたが、本格化するのは11世紀にムスリムのトルコ（テュルク）人勢力による北インドへの略奪遠征が盛んに行われるようになってからのことである。そしてイスラーム勢力の侵入が略奪から征服へと変質し本格的な支配権を確立するのは12世紀末のことである。1192年、ゴール朝のムイッズッディーン・ムハンマド（在位：1203年-1206年）が北部インドで強勢を誇っていたシャーカンバーリー・チャーハマーナ朝を第二次タラーインの戦いで破り、インド征服の端緒を開いた。そしてゴール朝はデリーを征服して13世紀初頭までにはベンガル地方までにいたる北インドの広い範囲を征服した。その後ムイッズッディーン・ムハンマドが暗殺されると、内紛を制したゴール朝の司令官の1人クトゥブッディーン・アイバクがデリーを拠点にアルバリー・トルコ族（Albarī Turks）を中核とし、奴隷貴族制とイクター制を基盤とする半独立的勢力を構築した。これによって奴隷王朝、ハルジー朝、トゥグルク朝、サイイド朝、ローディー朝の5王朝に代表される、いわゆるデリー・スルターン朝（デリー・サルタナット）と呼ばれる一連の本格的なイスラーム政権がインドに確立されることになる。
インド北部における初の本格的なイスラーム政権となった奴隷王朝においては統治制度が未整備であったことが想像され、有力者に対するイクター授与を通じた地方支配が地方統治機構の主要部分を形成した。しかし、奴隷王朝下のイクター制の実態については未だ研究が十分でなく実体が詳らかではない。デリー・スルターン朝のイクターはやがてムガル帝国のジャーギールへと発展していったと考えられる。